# Ievgueni Xàpoixnikov
Ievgueni Xàpoixnikov (rus: Евгений Иванович Шапошников)  (Bolxoi Log (Rostov), 3 de febrer de 1942 - Moscou, 8 de desembre de 2020) fou un cap militar rus i home de negocis, mariscal de l'aviació (1991).

## Biografia
Xàpoixnikov va néixer en una granja prop d'Aksai (óblast de Rostov) i es va graduar a l'Escola Superior d'Aviació de Khàrkiv el 1963 i a l'Acadèmia de la Força Aèria Gagarin el 1969.
Entre el 1987 i 1988, va ser el comandant de la força aèria del Grup de Forces Soviètiques a Alemanya Oriental (16è Exèrcit de l'Aire). El juliol del 1990, va ser nomenat comandant en cap de la Força Aèria Soviètica. D'agost a desembre del 1991, va ocupar el càrrec de Ministre de Defensa de la Unió Soviètica. Entre 1992 i 1993, va ser comandant en cap de les Forces Armades de la CEI. De juny a setembre de 1993, ocupar el càrrec de secretari del Consell de Seguretat de la Federació de Rússia. El gener de 1994, es va convertir en un representant del President de la Federació de Rússia en la principal empresa exportadora d'armes, Rosvoorujenie, de novembre de 1995 a març de 1997 va ser l'Director general de la companyia aèria Aeroflot. Va treballar com a assessor del president de la Federació de Rússia sobre assumptes de l'aviació i l'exploració espacial des de març de 1997.

## Mort
Shaposhnikov va morir a causa del Covid-19 el 8 de desembre de 2020 a Moscou, mentre que la pandèmia va fer estrall al país. Va ser enterrat al cementiri de Troyekurovskoye l'11 de desembre.